# Jean-Baptiste Gobelet
Pour les articles homonymes, voir Gobelet.
Pas d'image ? Cliquez ici

a Compétitions nationales et continentales officielles uniquement.

b Matchs officiels uniquement.
Dernière mise à jour le 8 octobre 2011.
Jean-Baptiste Gobelet, né le 13 mars 1982 à Tulle (Corrèze), est un joueur français de rugby à XV et international de rugby à sept (1,97 m pour 110 kg).

## Biographie

### Carrière
Il commence le rugby à l'âge de 15 ans dans le Limousin où il fait ses classes au club formateur de JA ISLE après un passage d'une saison au club de Limoges.
Il amène son club en finale Crabos en 2000, véritable phénomène physique pour son âge (192 cm pour 98 kg) et son poste d'arrière, il accumule les sélections avec l'équipe de France.
Il signe à l'ASM Clermont Auvergne en 2000 où il signe l'année suivante un contrat professionnel à 19 ans, jouant au centre puis à l'aile de l'attaque clermontoise aux côtés de stars telles que Merceron, Troncon, Marsh, Rougerie, Bory, Marlu, Viars.
En 2002 , il décide de rejoindre le club basque de Biarritz champion de France et le coach Patrice Lagisquet afin de trouver plus de temps de jeu et de passer un cap. En 2004, au vu de son potentiel, les entraîneurs pensent le reconvertir en troisième ligne aile.
Mais, à la suite de la blessure de Jimmy Marlu en avril 2005, Patrice Lagisquet et Jacques Delmas trouvent préférable qu'il repasse au poste d'ailier le temps de sa guérison. Il profite de cette occasion et s'impose comme le titulaire du poste, devenant MVP de la finale 2005 et marquant un essai lors des deux finales de Top 14 qu'il dispute en 2005 et 2006.
Il devient un joueur majeur du Biarritz olympique aux côtés de Serge Betsen , Imanol Harinordoquy, Damien Traille, Dimitri Yachvili, Jerome Thion. Il disputera plus de 100 matchs de Top 14 et 26 matchs de coupe d'Europe avec le Biarritz Olympique, marquant 30 essais en Top 14.
Sélectionné comme quatrième ailier dans le pré-groupe France pour la Coupe du monde 2007 derrière le trio Vincent Clerc, Aurélien Rougerie et Christophe Dominici.
Il ne pourra honorer de sélections sous l'ère Bernard Laporte. De nombreuses blessures viendront ensuite couper son élan dans sa quête de sélections avec l'équipe de France.
Il figure parmi les Barbarians français à trois reprises en 2006 et 2009 : en juin 2005, il est sélectionné avec les Barbarians français pour aller défier la Western Province à Stellenbosch en Afrique du Sud. Les Baa-Baas s'inclinent 22 à 20. En juin 2009, il participe à la tournée des Barbarians français en Argentine pour affronter le Rosario Invitación XV puis les Pumas,. Les Baa-Baas l'emportent 54 à 30 contre Rosario puis s'inclinent 32 à 18 contre l'Argentine à Buenos Aires.
Il quitte le Biarritz Olympique en 2010 après la Finale de Coupe d'Europe 2010 pour rejoindre la fédération française de rugby à XV et intégrer la nouvelle équipe de France de rugby à sept. Il fait un passage de quatre mois au Stade Français comme joker pendant la Coupe du Monde en 2011 où il dispute 4 matchs au centre de l'attaque avec le jeune Jonathan Danty.
Il est le premier joueur de Top 14 à avoir signé un contrat avec la FFR pour intégrer l'équipe de France de rugby à sept en novembre 2011
Il dispute 44 Tournois internationaux (26 World Series + 17 Europe Series + 1RWC) soit 256 sélections en tout pour 17 essais inscrits en WS
Double champion d'Europe 2014 et 2015
Participation à la Coupe du Monde à 7 à Moscou en 2013 où la France finit 5e.
Qualification olympique en 2015 pour les JO Rio 2016
En 2016, il devient le premier joueur professionnel français jouant aux USA, disputant l'unique saison du PRO Rugby, championnat professionnel aux États-Unis, sous les couleurs des Breakers de San Diego.
Après avoir mis un terme à sa carrière, il devient en 2018 directeur technique national de la fédération mauricienne de rugby, Mauritius Rugby, pour y développer le rugby à sept et atteindre la scène internationale.

## Palmarès

### En club
- Vice-Champion de France Crabos 2000
- Champion de France : 2005 et 2006
- Finaliste de la coupe d'Europe : 2006 et 2010
- 3e  Pro Rugby USA 2016

### En sélection nationale
- Équipe de France 7 : Champion d'Europe 2014 et 2015
- Vice-Champion d'Europe 2013
- 5e Mondial Coupe du Monde 7 à Moscou en 2013
- Équipe de France A : Champion d'Europe 2006
- Équipe de France U : Grand Chelem 2004
- Équipe de France -21 : Grand Chelem 2002
- Équipe de France -19 ans : Vice-champion du monde 2001 au Chili, face à la Nouvelle-Zélande de Mc Allister, Rokocoko...
- Grand Chelem 2001 -19

## Statistiques
- 105 matchs en Top14 avec le Biarritz Olympique
- 10 matchs en Top14 avec le Stade Français
- 26 matchs de coupe d'Europe avec le Biarritz Olympique
- 256 matchs avec France7
- 44 Tournois Internationaux avec France7 (26 World Series + 17 Europe Series + 1RWC)
- 30 essais en Top14
- 10 essais en Coupe d'Europe
- 17 essais en World Series
- 26 essais en Europe Series